# Centropodia glauca
Centropodia glauca är en gräsart som först beskrevs av Christian Gottfried Daniel Nees von Esenbeck, och fick sitt nu gällande namn av Thomas Arthur Cope. Centropodia glauca ingår i släktet Centropodia och familjen gräs. Inga underarter finns listade i Catalogue of Life.